# Festival RTP da Canção 2008
Portugal escolheu a sua canção para o Festival Eurovisão da Canção 2008, no dia 9 de Março de 2008, durante a 43ª edição do Festival RTP da Canção, no Teatro Camões em Lisboa. 
Os telespectadores Portugueses escolheram, através de televoto, a canção "Senhora do Mar (Negras Águas)", cantada pela vencedora da "Operacão Triunfo 2007", Vânia Fernandes.

## Festival da Canção 2008
A apresentadora foi Sílvia Alberto, que também tinha apresentado o programa Operação Triunfo 2007. O acto do intervalo fez uma homenagem às canções vencedoras do Festival Eurovisão da Canção. Sabrina fez uma aparência para anunciar e entregar o prémio ao vencedor.
Dez canções competiram pelo prémio e para representar o país no Festival Eurovisão da Canção, em Belgrado, na Sérvia. A maior parte dos artistas eram jovens cantores que estavam a começar as suas carreiras musicais; a maior parte deles também eram familiar ao público por terem participado na "Operação Triunfo". 
| #  | Artista                   | Canção                  | Música (m) / Letra (l)                                    | Votos | Lugar |
| -- | ------------------------- | ----------------------- | --------------------------------------------------------- | ----- | ----- |
| 1  | Marco Rodrigues           | "Em água e sal"         | Tiago Machado (m), Inês Pedrosa (l)                       | 5927  | 3º    |
| 2  | Carluz Belo               | "Cavaleiro da manhã"    | Carluz Belo (m & l)                                       | 2044  | 8º    |
| 3  | Big Hit                   | "Por ti, Portugal"      | Alexandra Valentim e Fernando Martins (m), João Baião (l) | 2932  | 6º    |
| 4  | Lisboa Não Sejas Francesa | "Porto de encontro"     | Miguel Majer (m & l), Ricardo Santos (m)                  | 1974  | 9º    |
| 5  | Vânia Fernandes           | "Senhora do mar"        | Andrej Babić (m), Carlos Coelho (l)                       | 17617 | 1º    |
| 6  | Vanessa Silva             | "Do outro lado da vida" | Nuno Feist (m), Nuno Marques da Silva (l)                 | 2621  | 7º    |
| 7  | Ricardo Soler             | "Canção Pop"            | Renato Júnior (m), Nuno Markl (l)                         | 4721  | 4º    |
| 8  | Alex Smith                | "Obrigatório ter"       | Jan van Dijck (m), Pedro Malaquias (l)                    | 6913  | 2º    |
| 9  | Tucha                     | "O poder da mensagem"   | Ménito Ramos (m & l)                                      | 624   | 10º   |
| 10 | Bla Bla Bla               | "Mágicantasticamente"   | Luís Miguel Viterbo e Gimba (m & l)                       | 4612  | 5º    |